# 大坂藩
大坂藩（おおさかはん）は、江戸時代初期に摂津国東成郡周辺を領有した藩。藩庁は大坂城（大阪市中央区）。

## 概要
大坂城は天正11年（1583年）に豊臣秀吉によって築城されて以来、秀吉による天下統一、その後のいわゆる「豊臣政権」の中心として機能してきたが、慶長5年（1600年）の関ヶ原の戦い以後は徳川家康が実権を掌握し、それまで天下人の地位を保持してきた豊臣秀頼は摂津・河内・和泉65万7,000石の一大名として押し込められたという解釈においては、大坂藩といえる。
慶長20年（1615年・元和）大坂の陣による豊臣家の滅亡後、伊勢亀山藩より家康の外孫で養子となっていた松平忠明が10万石で入封し、大坂藩が成立した。忠明は大坂の陣で荒廃した大坂の町の復旧に努め、元和5年（1619年）に大和郡山藩に移封となった。大坂藩は廃藩となり、以後は公儀御料として幕府により大坂城代・大坂町奉行が置かれた。幕末となり、将軍徳川家茂や徳川慶喜が一時大坂城に入ったものの、徳川宗家の本拠地として変更されることはなく、廃藩置県まで独立の藩が置かれることはなかった。

## 歴代藩主
豊臣家
摂関家 - 65万7千石
| 代 | 氏名     | 院号 | 官位          | 在職期間                           | 享年 | 出身家   |
| -- | -------- | ---- | ------------- | ---------------------------------- | ---- | -------- |
| 1  | 豊臣秀頼 | —    | 正二位 右大臣 | 慶長5年 - 慶長20年 1600年 - 1615年 | 23   | 豊臣宗家 |

松平家（奥平松平家）
譜代 - 10万石
| 代 | 氏名     | 院号   | 官位            | 在職期間                           | 享年 | 出身家 |
| -- | -------- | ------ | --------------- | ---------------------------------- | ---- | ------ |
| 1  | 松平忠明 | 天祥院 | 従五位下 下総守 | 慶長20年 - 元和5年 1615年 - 1619年 | 62   | 奥平家 |